# Nafissatou Dia Diouf
Nafissatou Dia Diouf (Dakar, 11 de septiembre de 1973) es una escritora senegalesa en francés.
Hija de un diplomático y de una profesora, estudió Lenguas extranjeras aplicadas a los negocios y al comercio internacional en la Universidad de Burdeos III (Michel de Montaigne). Más tarde hizo un máster y después de recibir una base en comercio internacional y derecho mercantil, se especializó en logística industrial. Cinco años más tarde regresó a Senegal. Hasta el momento, solo se han traducido al castellano algunos de sus relatos.

## Obra
- 2001: Retour d'un si long exil
- 2003: Primeur, poèmes de jeunesse
- 2004: Le Fabuleux Tour du monde de Raby
- 2005: Je découvre l'ordinateur
- 2005: Cytor & Tic Tic naviguent sur la toile
- 2008: Les petits chercheurs
- 2010: Cirque de Missira et autres nouvelles(novela) Ed. Présence Africaine
- 2010: SocioBiz : chroniques impertinentes sur l'économie et l'entreprise, Ed TML
- 2012: SocioBiz 2 : chroniques encore plus irrévérencieuses, Ed TML
- 2014: La maison des épices (novela) Ed Mémoire d'Encrier

## Obras colectivas
- 2006: Envie Pressante (novela)
- 2008: Les petits chercheurs (experiencias científicas)
- 2006: Nouvelles du Sénégal, Ed La découverte
- 2015: Volcanique, anthologie du plaisir (bajo la dirección de Léonora Miano) Ed Mémoire d'Encrier

## Premios
- Premio escritor joven francófono, Francia, 1999
- Premio Francomania, Canadá, 2000
- Premio Fundación Senghor, Senegal, 2000